# 姚浩明
姚浩明（Yiu Ho Ming，1995年5月1日—），生於香港，香港足球運動員，司職左中場，現時效力香港超級聯賽球會東方。

## 球會生涯
姚浩明生於香港，成長於元朗，後來在小南國接受正式訓練，繼而於2008年進入東方的青訓系統，直到於2013年6月獲東方提昇至甲組隊。
2015年7月，姚浩明被借予新成立的港超聯球會夢想駿其，並於2016年4月24日對冠忠南區的聯賽，取得加盟後的首個入球，協助是駿其最終以1–1賽和完場。結果姚浩明於季內在各項賽事上陣20場錄得2球，協助駿其取得聯賽第6名，可是駿其在球季後因為缺乏經費，而選擇退出港超聯。
在2016年8月2日，姚浩明再被外借至家鄉球會元朗，並於2016年8月27日對港會的開季首場聯賽，即取得加盟後的首個入球，最終協助元朗以6–2勝出。加盟後首季，他在各項賽事上陣17場錄得2球，協助元朗取得聯賽第5名。
球季完結後，元朗向東方續借姚浩明，並在2017年9月10日對理文的首場聯賽後備入替，繼2016/17球季聯賽開鑼戰後再有入球進帳，協助元朗以1–0勝出。加盟後第二季，他在各項賽事為元朗上陣22場錄得3球，而元朗則以聯賽第6名完成球季。球季完結後，姚浩明回歸母會東方龍獅。
在2019年7月，姚浩明被外借至港超聯球會香港飛馬。
2020年1月，姚浩明被外借至港超聯球會佳聯元朗。
2020/21球季，姚浩明加盟港超聯球會標準流浪。
2025/26球季，姚浩明加盟港超聯球會東方。

## 國際賽生涯
2016年7月15日，姚浩明入選香港U21名單岀戰在新加坡舉行的新加坡四國賽，但最終兩戰全敗。他於2017年7月入選香港U22代表隊參與在朝鮮舉行的亞洲23歲以下錦標賽外圍賽，但最後香港以1勝2和不敗的成績，未能成為五隊最佳次名之一，無緣晉身決賽周。

## 榮譽
標準流浪
- 香港菁英盃冠軍（2023–24季度）

元朗
- 香港高級組銀牌冠軍（2017–18季度）

東方
- 香港足總盃冠軍（2013–14季度）

香港代表隊
- 港澳青年埠際賽冠軍（2012年）

## 外部連結
- 香港足球總會網頁球員註冊資料（页面存档备份，存于）